# (29930) 1999 JT41
A (29930) 1999 JT41 a Naprendszer kisbolygóövében található aszteroida. A LINEAR projekt keretében fedezték fel 1999. május 10-én.